# Kapaealakona
Kapaealakona (Kapae-a-Lakona o Kapea-a-Lakona; c. siglo XIV EC) era el Gran Jefe (o Rey) de la isla de Oahu en antiguo Hawái (Hawaiʻi). Se le menciona en los cantos.

## Familia
Kapae fue el hijo del jefe Lakona de Oahu y de su esposa, la jefa llamada Alaʻikauakoko, cual era la hija de Pokai y de su mujer, Hineuki.
El abuelo paterno de Kapae fue el jefe Nawele de Oʻahu.
El jefe Kapae se casó con la dama llamada Wehina, pero sus padres no se conocen hoy.
Wehina y Kapae eran los padres del jefe Haka de Oahu.